# Liste der Armeekorps des Unionsheeres im Sezessionskrieg

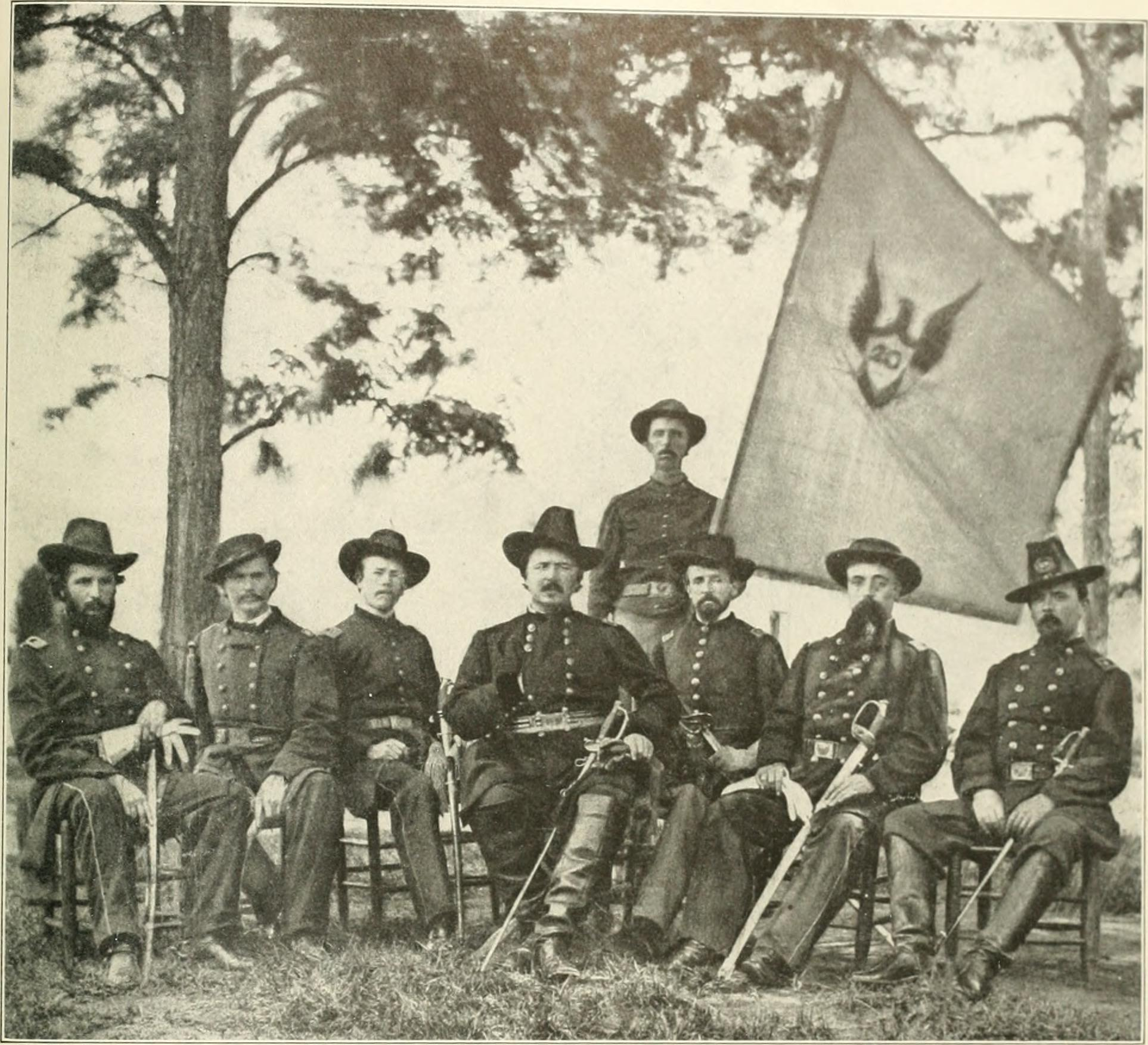
Generalmajor Alexander McDowell McCook (Mitte), 1863 Kommandierender General des XX. Korps, mit seinem Stab und der Korpsfahne.

Die Liste der Armeekorps des Unionsheeres im Sezessionskrieg enthält die Armeekorps, die vom Unionsheer während des Sezessionskrieges aufgestellt wurden. Für jedes Korps detailliert sie die Namen aller Kommandierenden Generale, den Zeitpunkt der Aufstellung und Auflösung sowie die Feldarmeen und Wehrbereiche, denen das Korps während seiner Existenz unterstellt war.

## Armeekorps im Unionsheer
Armeekorps wurden im Unionsheer nach dem Vorbild der napoleonischen Korps erstmals im März 1862 aufgestellt. Ihr Befehlshaber hatte normalerweise den Rang Brigadegeneral oder Generalmajor. Zu Beginn waren Armeekorps in der Regel fast reine Infanterieformationen aus mehreren Infanteriedivisionen. Mit zunehmender Kriegsdauer wurden jedoch auch Artillerieeinheiten eingegliedert, typischerweise im Umfang einer Brigade mit mehreren Batterien. Die Kavallerie wurde zunehmend in eigenen Großverbänden zusammengefasst.
Als Beispiel für ein typisches Unionskorps kann das VI. Korps während der Schlacht von Gettysburg dienen. Es umfasste drei Infanteriedivisionen, eine Artilleriebrigade und zwei Kompanien Kavallerie. Am Vorabend der Schlacht zählte das VI. Korps insgesamt 17.625 Infanteristen, 124 Kavalleristen und 48 Geschütze. Eine Infanteriekompanie war zur Sicherung des Korpshauptquartiers abgestellt, weitere Abstellungen unterstanden dem Profoss. Das Korps hatte einen eigenen Train, der dem Korps-Quartiermeister unterstand. Weitere Korpstruppen wie zum Beispiel Pionier- oder Sanitätseinheiten wurden den Korps nicht dauerhaft, sondern situativ zugewiesen. Der Stab eines Korps wurde vom Chef des Stabes geführt, der in der Regel nicht im Generalsrang war. Ihm unterstanden Stabsoffiziere, die für Versorgung (chief of ordnance, quartermaster, commissary of subsistence) und Verwaltung und Organisation (inspector general, adjutant general) zuständig waren, sowie mehrere Adjutanten. Die Rolle des Korpsartilleriebefehlshabers wurde oft vom ranghöchsten Artillerieoffizier im Korps übernommen. Ab Herbst 1862 hatte in der Potomac-Armee jedes Korps außerdem einen Sanitätsoffizier im Rang eines Hauptmanns. Dieser unterstand dem Korpsarzt und war für den Abtransport der Verwundeten zuständig, wobei er die Ambulanzwagen der Divisionen koordinierte. Die Cumberland-Armee übernahm 1863 ein ähnliches System und 1864 wurde es auf Anweisung des Kriegsministeriums bei allen Korps eingeführt.
Um Verwechslungen vorzubeugen, trugen Offiziere und Mannschaften ab 1862 zunehmend informelle Abzeichen ihrer jeweiligen Verbände. General Joseph Hooker institutionalisierte dies im März 1863 für die Potomac-Armee, indem er jedem Korps ein eigenes Korpsabzeichen verlieh, das an der Kopfbedeckung oder der Uniform getragen wurde. Dadurch konnte jeder Soldat sofort seinem Korps zugeordnet werden. Die Farbe des Abzeichens erlaubte außerdem eine Zuordnung der Division: Die jeweilige 1. Division des Korps trug das Abzeichen in rot, die 2. Division in weiß, etwaige 3., 4. und 5. Divisionen in blau, grün und orange. Später begannen auch Armeen auf dem westlichen Kriegsschauplatz, solche Abzeichen zu tragen. Korpsabzeichen werden im Folgenden deswegen nur für Korps gezeigt, die 1863 oder später auf dem östlichen oder 1864 oder später auf dem westlichen Kriegsschauplatz aktiv waren.

## Liste der durchnummerierten Korps I – XXV
| Ordnungszahl | Korpsabzeichen | Aufstellung        | Auflösung        | Armee/Wehrbereich                                                                                    | Kommandierende Generale | Bemerkungen | Quellen |
| ------------ | -------------- | ------------------ | ---------------- | --- | --- | --- | ------- |
| I            |                | 3. März 1862       | 4. April 1862    | Potomac-Armee                                                                                        | Irvin McDowell | Aufgegangen im Wehrbereich Rappahannock | [ 5 ]   |
| I            |                | 12. September 1862 | 24. März 1864    | Potomac-Armee                                                                                        | Joseph Hooker, George G. Meade, James S. Wadsworth, John F. Reynolds, Abner Doubleday, John Newton | Wieder aufgestellt aus dem III. Korps der Virginia-Armee, aufgegangen im V. Korps. Die Truppen behielten ihre alten Korpsabzeichen. | [ 7 ]   |
| II           |                | 3. März 1862       | 28. Juni 1865    | Potomac-Armee                                                                                        | Edwin V. Sumner, Darius N. Couch, John Sedgwick, Oliver O. Howard, Winfield S. Hancock, John Gibbon, William Hays, Gouverneur K. Warren, John C. Caldwell, David B. Birney, Andrew A. Humphreys, Gershom Mott, Nelson A. Miles, Francis Barlow | | [ 8 ]   |
| III          |                | 3. März 1862       | 24. März 1864    | Potomac-Armee                                                                                        | Samuel P. Heintzelman, George Stoneman, Daniel E. Sickles, David B. Birney, William H. French | Aufgegangen im II. und VI. Korps. Die beiden Divisionen, die dem II. Korps unterstellt wurden, behielten ihre alten Korpsabzeichen. | [ 9 ]   |
| IV           |                | 3. März 1862       | 1. August 1863   | Potomac-Armee, Wehrbereich Virginia                                                                  | Erasmus D. Keyes | | [ 10 ]  |
| IV           |                | 28. September 1863 | 1. August 1865   | Cumberland-Armee                                                                                     | Gordon Granger, Oliver O. Howard, David S. Stanley, Thomas J. Wood | Entstand durch Zusammenlegung des XX. und XXI. Korps. | [ 11 ]  |
| V            |                | 3. März 1862       | 4. April 1862    | Potomac-Armee                                                                                        | Nathaniel P. Banks | Aufgegangen im Wehrbereich Shenandoah. | [ 12 ]  |
| V            |                | 18. Mai 1862       | 28. Juni 1865    | Potomac-Armee                                                                                        | Fitz-John Porter, Joseph Hooker, Daniel Butterfield, George G. Meade, Charles Griffin, George Sykes, Andrew A. Humphreys, Samuel W. Crawford, Gouverneur K. Warren                                                                             | | [ 13 ]  |
| VI           |                | 18. Mai 1862       | 28. Juni 1865    | Potomac-Armee, Shenandoah-Armee                                                                      | William B. Franklin, William F. Smith, John Sedgwick, James B. Ricketts, Horatio G. Wright, George W. Getty | | [ 14 ]  |
| VII          |                | 22. Juli 1862      | 1. August 1863   | Wehrbereich Virginia, Wehrbereich Virginia und North Carolina                                        | John A. Dix, Henry M. Naglee, George W. Getty, John G. Foster | | [ 15 ]  |
| VII          |                | 6. Januar 1864     | 1. August 1865   | Wehrbereich Arkansas                                                                                 | Frederick Steele, Joseph J. Reynolds | | [ 16 ]  |
| VIII         |                | 22. Juli 1862      | 1. August 1865   | Wehrbereich Mitte                                                                                    | John E. Wool, Robert Schenck, William W. Morris, Erastus B. Tyler, Henry H. Lockwood, Lewis Wallace | | [ 17 ]  |
| IX           |                | 22. Juli 1862      | 1. August 1865   | Wehrbereich Virginia, Potomac-Armee, Wehrbereich Ohio, Wehrbereich Washington, Wehrbereich Tennessee | Ambrose Burnside, Jesse L. Reno, Jacob D. Cox, Orlando B. Willcox, John Sedgwick, William F. Smith, John G. Parke, Robert B. Potter | | [ 18 ]  |
| X            |                | 3. September 1862  | 3. Dezember 1864 | Wehrbereich Süd, Wehrbereich North Carolina und Virginia, James-Armee                                | John M. Brannan, Ormsby M. Mitchell, David Hunter, Quincy A. Gillmore, Alfred H. Terry, William T. H. Brooks, David B. Birney, Adelbert Ames                                                                                                   | Auf die Korps XXIV und XXV aufgeteilt. | [ 19 ]  |
| X            |                | 27. März 1865      | 1. August 1865   | Wehrbereich North Carolina                                                                           | Alfred H. Terry, Adelbert Ames | Am 6. Januar 1865 zunächst als „Provisorisches Korps“ aufgestellt. | [ 20 ]  |
| XI           |                | 12. September 1862 | 14. April 1864   | Potomac-Armee, Cumberland-Armee                                                                      | Franz Sigel, Julius Stahel, Carl Schurz, Adolph von Steinwehr, Oliver O. Howard | Gebildet aus dem I. Korps der Virginia-Armee. Mit dem XII. Korps zum neuen XX. Korps zusammengelegt. | [ 21 ]  |
| XII          |                | 12. September 1862 | 14. April 1864   | Potomac-Armee, Cumberland-Armee                                                                      | Joseph K. Mansfield, Alpheus S. Williams, Henry W. Slocum | Gebildet aus dem II. Korps der Virginia-Armee. Mit dem XI. Korps zum neuen XX. Korps zusammengelegt. | [ 22 ]  |
| XIII         |                | 24. Oktober 1862   | 11. Juni 1864    | Tennessee-Armee, Wehrbereich Golf                                                                    | Ulysses S. Grant, George W. Morgan, John A. McClernand, Edward O. C. Ord, Cadwallader C. Washburn, Napoleon J. T. Dana, Thomas E. G. Ransom, Robert A. Cameron, Michael K. Lawler, William P. Benton                                           | | [ 23 ]  |
| XIII         |                | 18. Februar 1865   | 20. Juli 1865    | Wehrbereich Golf                                                                                     | Gordon Granger | | [ 24 ]  |
| XIV          |                | 24. Oktober 1862   | 1. August 1865   | Cumberland-Armee, Georgia-Armee                                                                      | Williams S. Rosecrans, George H. Thomas, John M. Palmer, Richard W. Johnson, Jefferson C. Davis | Gebildet aus der Ohio-Armee und zu Beginn identisch mit der Cumberland-Armee. Unterteilt in Linker Flügel, Zentrum und Rechter Flügel. Am 9. Januar 1863 auf drei Korps aufgeteilt, wobei das Zentrum die Bezeichnung XIV. Korps behielt. | [ 26 ]  |
| XV           |                | 18. Dezember 1862  | 1. August 1865   | Tennessee-Armee                                                                                      | William T. Sherman, Francis Preston Blair junior, John A. Logan, Morgan L. Smith, Peter J. Osterhaus, William B. Hazen | | [ 27 ]  |
| XVI          |                | 18. Dezember 1862  | 7. November 1864 | Tennessee-Armee                                                                                      | Stephen A. Hurlbut, Charles S. Hamilton, Napoleon J. T. Dana | Das Korps wurde im Kriegsverlauf in einen „Linken Flügel“ und einen „Rechten Flügel“ aufgeteilt, die unabhängig voneinander operierten. Der „Linke Flügel“ wurde am 23. September 1864 aufgelöst, der „Rechte Flügel“ am 5. Dezember 1864. Für das gesamte Korps gibt Dyer kein Auflösungsdatum an, aber sowohl er als auch Eicher und Eicher führen nach dem 7. November 1864 keinen Befehlshaber mehr auf. | [ 28 ]  |
| XVI          |                | 18. Februar 1865   | 20. Juli 1865    | Wehrbereich Golf                                                                                     | Andrew Jackson Smith | | [ 29 ]  |
| XVII         |                | 18. Dezember 1862  | 1. August 1865   | Tennessee-Armee                                                                                      | James B. McPherson, Francis Preston Blair junior, Thomas E. G. Ransom, Mortimer D. Leggett, Joseph A. Mower, William W. Belknap | | [ 30 ]  |
| XVIII        |                | 24. Dezember 1862  | 3. Dezember 1864 | Wehrbereich North Carolina, Wehrbereich Virginia und North Carolina, James-Armee                     | John G. Foster, Innis N. Palmer, Benjamin F. Butler, William F. Smith, John Martindale, Edward O.C. Ord, John Gibbon, Charles A. Heckman, Gottfried Weitzel                                                                                    | Auf die Korps XXIV und XXV aufgeteilt. | [ 31 ]  |
| XIX          |                | 24. Dezember 1862  | 20. März 1865    | Wehrbereich Golf, Shenandoah-Armee                                                                   | Nathaniel P. Banks, William B. Franklin, William H. Emory, Benjamin S. Roberts, Michael K. Lawler, Joseph J. Reynolds, Cuvier Grover | | [ 32 ]  |
| XX           |                | 9. Januar 1863     | 9. Oktober 1863  | Cumberland-Armee                                                                                     | Alexander M. McCook | Gebildet aus dem Rechten Flügel, XIV. Korps. Mit dem XXI. Korps zum neuen IV. Korps verschmolzen. | [ 33 ]  |
| XX           |                | April 1864         | 1. Juni 1865     | Cumberland-Armee, Georgia-Armee                                                                      | Joseph Hooker, Alpheus S. Williams, Henry W. Slocum, Joseph A. Mower | Entstand durch Zusammenlegung des XI. und XII. Korps. | [ 34 ]  |
| XXI          |                | 9. Januar 1863     | 9. Oktober 1863  | Cumberland-Armee                                                                                     | Thomas L. Crittenden, Thomas J. Wood, John M. Palmer | Gebildet aus dem Linken Flügel des XIV. Korps. Mit dem XX. Korps zum neuen IV. Korps verschmolzen. | [ 35 ]  |
| XXII         |                | 2. Februar 1863    | 11. Juni 1866    | Wehrbereich Washington                                                                               | Samuel P. Heintzelman, Christopher C. Augur, John G. Parke | | [ 36 ]  |
| XXIII        |                | 24. Dezember 1862  | 1. August 1865   | Wehrbereich Ohio, Wehrbereich North Carolina                                                         | George L. Hartsuff, Mahlon D. Manson, George Stoneman, John M. Schofield, Jacob D. Cox, Thomas H. Ruger, Samuel P. Carter | | [ 37 ]  |
| XXIV         |                | 3. Dezember 1864   | 1. August 1865   | Wehrbereich Virginia und North Carolina, James-Armee                                                 | Edward O. C. Ord, Alfred H. Terry, Charles Devens, John Gibbon, John W. Turner | Entstand durch Umgruppierung aus dem X. und XVIII. Korps. Das XXIV. Korps wurde gebildet aus dem Korpsstab und der Korpsartillerie des XVIII. Korps sowie den aus weißen Soldaten bestehenden Verbänden des X. und XVIII. Korps. | [ 39 ]  |
| XXV          |                | 3. Dezember 1864   | 8. Januar 1866   | Wehrbereich Virginia und North Carolina, James-Armee                                                 | Gottfried Weitzel, Charles A. Heckman | Entstand durch Umgruppierung aus dem X. und XVIII. Korps. Das XXV. Korps wurde gebildet aus dem Korpsstab und der Korpsartillerie des X. Korps sowie den aus schwarzen Soldaten bestehenden Verbänden des X. und XVIII. Korps. | [ 41 ]  |

## Korps außerhalb der durchgängigen Nummerierung
| Bezeichnung                                               | Dienstzeit                            | Armee/Wehrbereich                                | Kommandierende Generale | Bemerkungen                                                      | Quellen, |
| --------------------------------------------------------- | ------------------------------------- | ------------------------------------------------ | --- | ---------------------------------------------------------------- | -------- |
| I. Korps, Virginia-Armee                                  | 26. Juni 1862 – 12. September 1862    | Virginia-Armee                                   | John C. Fremont, Robert Schenck, Franz Sigel                                                                                                 | Gebildet aus dem Wehrbereich Berge, wurde zum XI. Korps.         | [ 42 ]   |
| I. Korps, Ohio-Armee                                      | 29. September 1862 – 24. Oktober 1862 | Ohio-Armee                                       | Alexander M. McCook | Aufgegangen im XIV. Korps.                                       | [ 43 ]   |
| II. Korps, Virginia-Armee                                 | 26. Juni 1862 – 12. September 1862    | Virginia-Armee                                   | Nathaniel P. Banks, Alpheus S. Williams | Gebildet aus dem Wehrbereich Shenandoah, wurde zum XII. Korps.   | [ 44 ]   |
| II. Korps, Ohio-Armee                                     | 29. September 1862 – 24. Oktober 1862 | Ohio-Armee                                       | Thomas L. Crittenden | Aufgegangen im XIV. Korps.                                       | [ 45 ]   |
| III. Korps, Virginia-Armee                                | 26. Juni 1862 – 12. September 1862    | Virginia-Armee                                   | Irvin McDowell, James B. Ricketts, Joseph Hooker                                                                                             | Gebildet aus dem Wehrbereich Rappahannock, wurde zum I. Korps.   | [ 46 ]   |
| III. Korps, Ohio-Armee                                    | 29. September 1862 – 24. Oktober 1862 | Ohio-Armee                                       | Charles C. Gilbert | Aufgegangen im XIV. Korps.                                       | [ 47 ]   |
| Kavalleriekorps der Cumberland-Armee                      | 9. Januar 1863 – 29. Oktober 1864     | Cumberland-Armee                                 | David S. Stanley, Robert B. Mitchell, Washington L. Elliott, Richard W. Johnson                                                              |                                                                  | [ 48 ]   |
| Kavalleriekorps der Ohio-Armee                            | 9. November 1863 – 10. April 1864     | Ohio-Armee                                       | James M. Shackelford, Samuel Davis Sturgis                                                                                                   |                                                                  | [ 49 ]   |
| Kavalleriekorps der Potomac-Armee                         | Februar 1863 – Mai 1865               | Potomac-Armee                                    | George Stoneman, Alfred Pleasonton, David McMurtrie Gregg, Philip H. Sheridan, A. T. A. Torbert, William Wells, Wesley Merritt, George Crook |                                                                  | [ 50 ]   |
| Kavalleriekorps des Territorialkommandos Mississippi      | Oktober 1864 – 26. Juni 1865          | Territorialkommando Mississippi                  | James H. Wilson |                                                                  | [ 51 ]   |
| Kavalleriekorps des Distrikts West-Tennessee              | 1. März 1865 – 17. April 1865         | Distrikt West-Tennessee, (Wehrbereich Tennessee) | Benjamin H. Grierson |                                                                  | [ 52 ]   |
| Kavalleriekorps des Territorialkommandos West-Mississippi | Juni 1864 – Juli 1865                 | Territorialkommandos West-Mississippi            | Benjamin H. Grierson |                                                                  | [ 53 ]   |
| Reservekorps, Cumberland-Armee                            | 8. Juni 1863 – 9. Oktober 1863        | Cumberland-Armee                                 | Gordon Granger | Aufgegangen im IV. und XIV. Korps.                               | [ 54 ]   |
| Reservekorps, Wehrbereich Golf                            | 5. Dezember 1864 – 18. Februar 1865   | Wehrbereich Golf                                 | Joseph J. Reynolds, Gordon Granger | Gebildet aus Truppen des XIX. Korps, aufgegangen im XIII. Korps. | [ 55 ]   |